# Isabella (episodio de Los Soprano)
"Isabella" es el duodécimo episodio de la serie de HBO Los Soprano. Fue escrito por Robin Green y Mitchell Burgess; y dirigido por Henry J. Bronchtein. El capítulo fue estrenado el 28 de marzo de 1999 en Estados Unidos.

## Protagonistas
- James Gandolfini como Tony Soprano.
- Lorraine Bracco como Dr. Jennifer Melfi
- Edie Falco como Carmela Soprano.
- Michael Imperioli como Christopher Moltisanti.
- Dominic Chianese como Corrado Soprano, Jr.
- Vincent Pastore como Pussy Bonpensiero. *
- Steven Van Zandt como Silvio Dante.
- Tony Sirico como Paulie Gualtieri.
- Robert Iler como Anthony Soprano, Jr.
- Jamie-Lynn Sigler como Meadow Soprano.
- Nancy Marchand como Livia Soprano.

* = sólo en los créditos

### Protagonistas invitados
- Maria Grazia Cucinotta como Isabella.
- Al Sapienza como Mikey Palmice.
- Paul Schulze como Padre Phil Intintola.
- Matt Servitto como Agente Harris.
- Joe Badalucco, Jr. como Jimmy Altieri.
- John Eddins como William "Petite" Clayborn.
- Touche como Rasheen Ray|Rasheen Ray.
- Kareen Germaine como enfermera.
- Johnathan Mondel como niño.
- Jack O'Connell como vendedor.
- Katalin Pota como Lilliana.
- Denise Richardson como locutor.
- Sal Ruffino como Chucky Signore.
- Bittu Walia como Doctor.
- David Wike como Donnie Paduana.

## Fallecidos
- Donnie Paduana: asesinado por Mikey Palmice por orden de tío Junior.
- William "Petite" Clayborn: disparado accidentalmente por su compañero, Rasheen Ray, en el fallido intento de asesinato de Tony Soprano.
- Marioulina Capuano: muerte natural.